# Kerkehop
De Kerkehop (Fries en officieel: Tsjerkehop) is een baai van de Idzegaasterpoel in de Friese gemeente Súdwest-Fryslân. De baai ligt ten westen van de Idzegaasterpoel en ten zuidoosten van de buurtschap Idzega. Aan de noordzijde van de Kerkehop ligt een camping. Het achtervoegsel "hop" wordt vaak gegeven aan inhammen en baaien, zoals bij "het Hop", een baai van het Ringwiel.